# Bambergs statsbibliotek
Bambergs statsbibliotek (tyska: Staatsbibliothek Bamberg) är ett regionalbibliotek i Bamberg i Oberfranken. Biblioteket ligger i Neue Residenz (Nya Residenset) vid domkyrkan. Statsbibliotekets huvudman är fristaten Bayern.

## Överblick
Biblioteket är ett allmänbibliotek med tyngdpunkt inom humaniora. Huvudsakligen finns litteratur som handlar om Oberfrankens historia och kultur samt konstvetenskap, bokvetenskap och kodikologi. De medeltida manuskript som finns i samlingen är orsaken till att det är ett internationellt forskningsbibliotek.
En av bibliotekets uppgifter är att samla dokumentation om personer med en anknytning till regionen genom sin uppväxt eller verksamhet. Biblioteket är dessutom Oberfrankens pliktexemplarsbibliotek, det vill säga att det levereras ett pliktexemplar av varje verk tryckt i Oberfranken till Statsbiblioteket.
Statsbiblioteket samverkar med Bambergs universitetsbibliotek beträffande förvärv, dokumentation och användning.

## Historia
Biblioteket grundades 1803 på grund av sekulariseringen som Kurfürstliche Bibliothek (Kurfurstens bibliotek), genom att överta bestånd från bibliotek tillhörande Hochstift Bambergs olika stift och kloster samt dåvarande universitet i Bamberg. Från 1806 kallades det kungliga biblioteket; 1918 blev det statligt bibliotek. Tidigare var biblioteket beläget i jesuiternas skola i Bambergs innerstad. Biblioteket flyttades till Neue Residenz 1965. Namnet ändrades 1966 till Staatsbibliothek Bamberg.
Bibliotekets äldsta böcker härstammar från kejsaren Henriks II gåvor till domkyrkan. I klostret Michaelsberg skrevs och illustrerades många böcker under denna period. Inkunablerna som finns i bibliotekets samlingar är ett bevis på boktryckarkonsten under 1400-talet, då Bamberg var den första staden som använde träsnitt för att trycka illustrationer. Under sekulariseringen, i början av 1800-talet, flyttades dessa manuskript och inkunabler till det dåvarande kurfurstliga biblioteket. I samband med flytten slogs samlingen ihop med samlingarna från Bambergs gamla universitet.
Under 1800-talet erhöll biblioteket flera samlingar. I biblioteket finns till exempel den lokala historikern Joseph Hellers samling med cirka 80 000 tryck och teckningar och Emil Marschalks von Ostheim-samlingen. E.T.A.-Hoffmann-samlingen med flera teckningar och brev från E.T.A. Hoffmann är material som tillförts biblioteket under senare år.

## Byggnad
Biblioteket finns i Neue Residenz östflygel som Johann Leonhard Dientzenhofer byggde från 1697 till 1703 på furstbiskopen Lothar Franz von Schönborns uppdrag. Ursprungligen fanns där den furstbiskopliga förvaltningen. Två arkivrum och deras bokhyllor är kvar från denna tid. De så kallade Dominikanerrummen (tyska: Dominikanerräume) ingår också i utställningssalarna. Namnet kommer från Bambergs dominikankloster vars bokhyllor gavs till biblioteket då klostret stängdes under sekulariseringen. Vierzehnheiligenpaviljongen i tredje våningen var furstbiskopens biblioteksrum. Den tidigare vinkällaren som finns under läsesalen används som magasin.
I bibliotekets entréhall kan man se glasmålningar från 1500-talet och 1600-talet från Joseph Hellers-samlingen. Därifrån kommer man till läsesalen som var furstbiskopens audiensrum och sommarrum. Under utställningar kan man besöka Sterngewölbe och Scagliolasaal.

## Samlingen
Bibliotekets samling med cirka 1 000 medeltida manuskript är dess huvudpunkt. Detta inkluderar manuskript som kejsaren Henrik II skänkte Bambergs biskopsstift mellan 1007 och 1024.
Tre manuskript hör till Unescos världsminneprogram "Memory of the World":
- Bambergsapokalypsen (tyska: Bamberger Apokalypse; Msc.Bibl.140),
- Kommentaren till Höga Visan, Ordspråksboken och Daniels bok (tyska: Kommentar zum Hohen Lied, zu den Sprüchen Salomos und zum Buch Daniel; Msc.Bibl.22) och
- Lorsch Farmakopé (tyska: Lorscher Arzneibuch; Msc.Med.1).

Det mest välkända miniatyrmanuskriptet i samlingen är Bambergsapokalypsen, producerad på klosterön Reichenau, som var en gåva från Henrik II och hans gemål Kunigunda av Luxemburg till kollegiatstiftet Sankt Stephan i Bamberg.

## Samlingen i siffror
- 566 000 volymer totalt
- 80 000 grafik och fotografier
- 3 600 inkunabler (tryck från 1400-talet)
- 6 400 manuskript varav 1 000 medeltida manuskript
- 1 650 tidskrifter[1]